# Isaac Watts

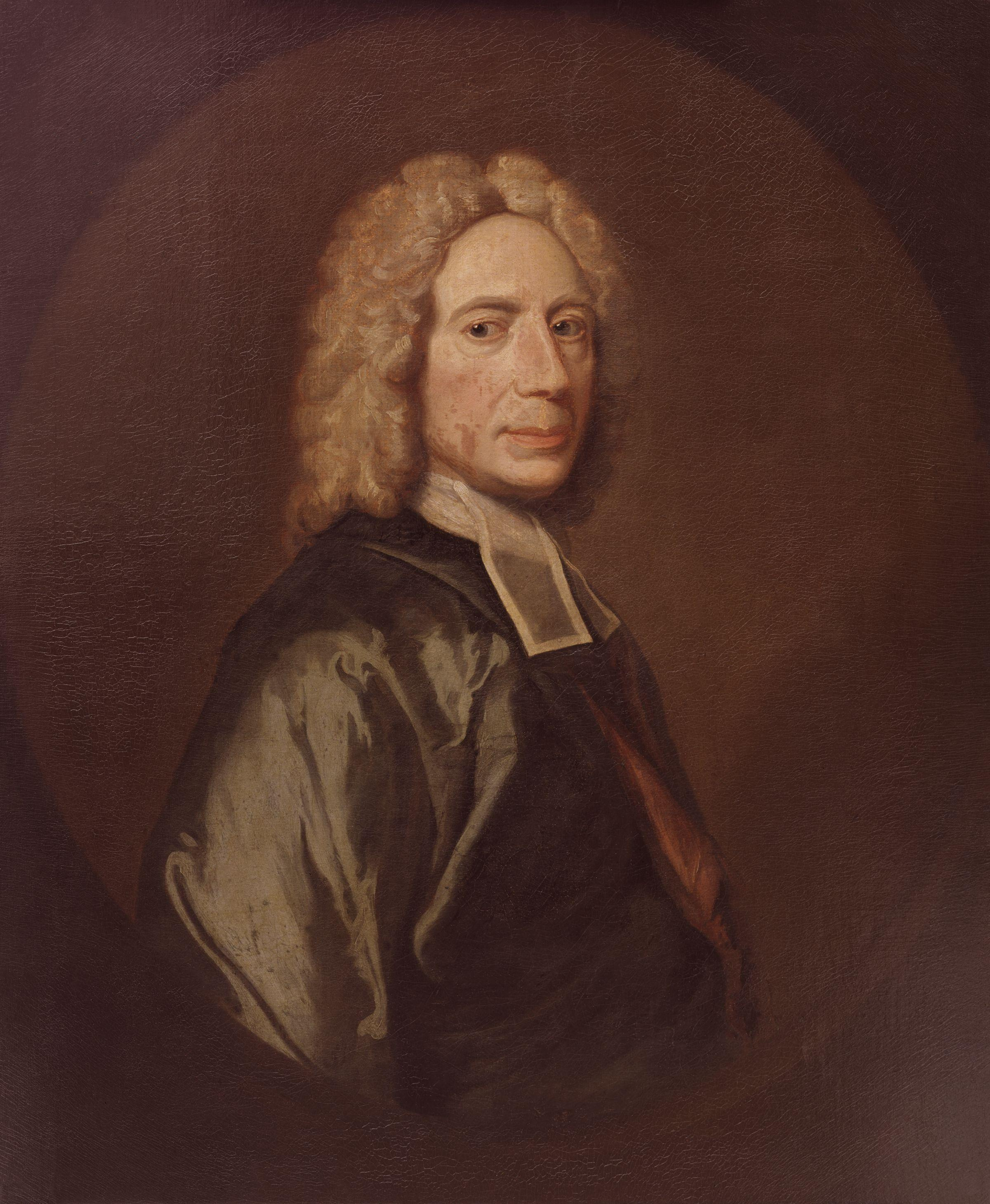
Isaac Watts

Isaac Watts, född 1674, död 1748. engelsk nonkonformistisk präst, psalmförfattare, poet och hymndiktare. Han är den dominerande psalmförfattaren i The Church Hymn book 1872, där han är representerad med flera hundra av de totalt 1464 psalmerna. I The English Hymnal with Tunes 1933 (EHT 1933) är Watts representerad med 10 psalmer. Han finns representerad i den danska Psalmebog for Kirke og Hjem och i svenska Den svenska psalmboken 1986 med originaltexten till fyra verk (nr 16, 145, 195 och 636). I Frälsningsarméns sångbok 1990 (FA) finns det (förutom nr 16, 145 och 195) ytterligare två verk av Watts.
I Svenska Missionsförbundets sångbok 1920 (SMF1920) är han representerad med sju psalmer.

## Psalmer
- Ack, göt min Frälsare sitt blod (nr 100 i Sånger till Lammets lof 1877, nr 123 SMF 1920, nr 91 i Segertoner 1930) Finns på Wikisource.
- Det finns ett land av ljus och sång (nr 636)  engelsk text från 1707 (EHT 1933 nr 199 alt 498) Finns på Wikisource.
- Du, Herrens folk, stå upp och sjung (Nr 24 SMF 1920)
- Från hav till hav (nr 604 SMF 1920)
- Jag höjde mig i tron så glad (nr 448 SMF 1920)
- Jag vet ett land av ljuvt behag (nr 435 SMF 1920) (EHT 1933 nr 199 alt 498)
- Kom, låt oss nu förenas här (nr 411 SMF 1920 ) (nr 16 1986) engelsk text från 1707 (EHT 1933 nr 376)
- Naturens bok med öppna blad (nr 17 SMF 1920)
- När världens Frälsare jag ser (nr 145) engelsk text från 1707 (EHT 1933 nr 107)
- O Gud, vår hjälp i gångna år (nr 195)  engelsk text från 1719 (EHT 1933 nr 450)
- O, låt min tro få vingar (nr 705 i FA) engelsk text från 1709 (EHT 1933 nr 197)
- Är jag en korsets kämpe (nr 663 i FA)